# 3764-es busz
A 3764-es jelzésű autóbuszvonal a miskolci Tiszai pályaudvar és Kazincbarcika között húzódó regionális vonal, amelyet a MÁV Személyszállítási Zrt. üzemeltet.

## Útvonala
A miskolci Tiszai pályaudvarról indul. A régió legnagyobb vasútállomását a Baross Gábor úton hagyja el a miskolci villamoshálózat síneivel egyvonalban, megkerülve a selyemréti strandfürdőt, azután a Bajcsy-Zsilinszky úton halad a Soltész Nagy Kálmán utcai jelzőlámpás csomópontig, ahol kisiet a 3-as főútra, annak Zsolcai kapui szakaszára, melyen eléri Borsod-Abaúj-Zemplén megye legnagyobb buszpályaudvarát.
A miskolci autóbusz-állomáshoz, a Búza térhez kitérése is van, útját a 26-os főúton folytatja, annak négysávos szakaszán, északi irányban, a Szentpéteri kapun keresztül. Többek között erre található a miskolci húszemeletes, a megye központi kórháza, valamint az útból ágazik ki az egykori miskolci repülőtér felé vezető szakasz is, egy bevásárlóközponti csomópontban. A megyeszékhelyet a Miskolc–Bánréve–Ózd-vasútvonal és a Sajóecseg–Hídvégardó-vasútvonal közös vonalszakaszával párhuzamosan hagyja el.
Miskolcról északnyugati irányban távolodik el, valamint öt kisebb elágazás mentén. Ezek sorjában a szirmabesenyői, a már évek óta nem üzemelő Borsodi Ércelőkészítő Műi, a sajókeresztúri, a sajóbábonyi és a piltatanyai elágazások. A 8 kilométer alatt az összes Szirmabesenyő, Sajókeresztúr, Sajóvámos, Sajóbábony és Sajóecseg irányába tartó buszjárattól elválik. Első településének közelében a 2023 decemberében átadott elkerülőjéhez – 260-as főút – tartozó körforgalmon túl Sajószentpéterre hajt be. A Sajó parti városnak délkeleti részén indul neki, ezalatt három nagyobb elágazáson megy túl, elsőként az edelényin, ahonnan a 27-es főút ágazik ki, majd a parasznyain (melyhez közel a vasútállomásához leágazó bekötőút is), végül az alacskain. A régió egyik legnagyobb gyárának helyet adó BorsodChem nagy helyen terül el. A Miskolc–Bánréve–Ózd-vasútvonallal párhuzamosan, a különböző üzemei mentén 3 megállóban – Bányagépjavító üzem; PVC gyár bejárati út; BorsodChem IV. kapu – biztosított a bejutás az ipari parkba. Ily módon éri el Borsod-Abaúj-Zemplén megye 3. legnagyobb városát, Kazincbarcikát.
Ezután elhagyja a főútat, utána az egykori Borsodi Vegyi Kombinát, mai nevén BorsodChem Zrt. nevet viselő vegyipari létesítmény mentén kialakított Szent Flórián téri buszállomáson is megáll. Onnan egészen a Sajókazinc területén fekvő temetőjéig, valamint a Jószerencsét úton közlekedik, majd a kórház irányába tart. A kórháztól az Építők útján halad, végül az Egressy Béni úton fejezi be útját a kazincbarcikai autóbusz-állomáson.
Egyetlen pénteki járata utazási igény esetén a Tardona irányába fekvő, a Tardona-völgy szénbányászathoz köthető külvárosi részeibe nyújt eljutást. A Kertváros északi peremén érkezik el Herbolya városrészébe, az egyik, ha nem a leghíresebb környékbeli táróhoz, a Tervtáróhoz és ahhoz közeli buszfordulójáig. Ezalatt olyan, a városnak jelentős pontokat is érint, mint a Vécsetal-tanya.

## Közlekedése
Indításai a hetek utolsó munkanapján és szabadnapokon Kazincbarcika irányába, munkaszüneti napokon Miskolc irányába történnek, reggelente egyetlen odairányban. Lassújáratként közlekedik, azaz minden megállót érint útja során.
Megalakulása a 2020 júliusában esedékes új térségi menetrendhez köthető, a 3765-ös buszok egyik elágazó autóbuszvonala. Eleinte éjszakai járatpárral és sajóecsegi, valamint sajóbábonyi kitéréssel közlekedett, később megszűntették ennek fennállását, helyette Herbolyáig hosszabbítottak járatot, melyet 2024. januárjával elvetettek, ezzel szemben az augusztus 17-ei menetrendi-változásokkal ismét visszahozták ennek lehetőségét.

### Törzsjárművei
A miskolci Tiszai pályaudvar és Kazincbarcika között egyaránt szóló és csuklós autóbuszok is közlekednek. A hét többi napján a Búza térig közlekednek, azaz a 3765-ös buszvonalról fordítanak rá buszt.
- az AA JB-303 rendszámú Credo Econell 18 Next,
- az AA JB-304 rendszámú Credo Econell 18 Next,
- az AA JB-310 rendszámú Credo Econell 18 Next,
- az AA JB-319 rendszámú Credo Econell 18 Next,
- az AA JB-324 rendszámú Credo Econell 18 Next,
- az AA JB-325 rendszámú Credo Econell 18 Next,
- az AA JB-327 rendszámú Credo Econell 18 Next,
- az AA LC-814 rendszámú Volvo 8900 autóbuszok.

| Viszonylat                                            | Indításszám | Közlekedési rend                    |
| ----------------------------------------------------- | ----------- | ----------------------------------- |
| Miskolc-Tiszai pu. – Kazincbarcika, aut. áll.         | 3 oda       | a hetek utolsó munkanapján (péntek) |
| Miskolc-Tiszai pu. – Kazincbarcika, aut. áll.         | 1 oda       | szabadnapokon                       |
| Miskolc-Tiszai pu. – Kazincbarcika, aut. áll.         | 3 vissza    | munkaszüneti napokon                |
| Miskolc-Tiszai pu. – Kazincbarcika, Herbolya Tervtáró | 1 oda       | a hetek utolsó munkanapján (péntek) |

## Megállóhelyei
| 0  | Miskolc-Tiszai pályaudvar végállomás                | 0.0 km  | 1, 1G, 1VP, 3, 3A, 8, 12G, 21, 30, 31, 101B, 900, 901, 935 1383 3706, 3724, 3726, 3738, 3751, 3752, 3753, 3755 IC, InterRégió, sebesvonat, személyvonat – Miskolc-Tiszai (80, 90, 92, 94) 1, 1A, 2 |
| 1  | Miskolc, autóbusz-állomás                           | 2.1 km  | 1, 1G, 3, 3A, 4, 7, 11, 12G, 20, 20A, 24, 28, 32, 34G, 35, 43, 44, 45, 101B, 900, 914, 935 1050, 1053, 1369, 1370, 1372, 1373, 1374, 1375, 1376, 1377, 1380, 1381, 1383, 1384, 1410, 1411 3700, 3701, 3702, 3703, 3704, 3705, 3706, 3707, 3708, 3709, 3710, 3711, 3712, 3714, 3715, 3716, 3717, 3718, 3719, 3720, 3721, 3722, 3723, 3724, 3726, 3727, 3728, 3729, 3730, 3731, 3733, 3734, 3735, 3736, 3737, 3738, 3739, 3740, 3741, 3742, 3743, 3744, 3745, 3746, 3747, 3748, 3749, 3750, 3751, 3752, 3753, 3754, 3755, 3757, 3760, 3761, 3765, 3766, 3767, 3770, 3772, 3773, 3774, 3775, 3776, 3777, 4019 |
| 2  | Miskolc, Leventevezér utca                          | 3.3 km  | 3, 12, 12G, 14, 14G, 20, 36, 54, 914 3700, 3701, 3702, 3703, 3704, 3705, 3707, 3714, 3754, 3757, 3760, 3761, 3763, 3765, 3770, 3772, 3773, 3774, 3775, 3776, 3777 |
| 3  | Miskolc, megyei kórház                              | 4.0 km  | 3, 3A, 12, 12G, 14, 14G, 20, 24, 36, 54, 914 1369, 1384, 1410, 1411 3700, 3701, 3702, 3703, 3704, 3705, 3707, 3708, 3709, 3711, 3714, 3754, 3757, 3760, 3761, 3763, 3765, 3766, 3767, 3769, 3770, 3772, 3773, 3774, 3775, 3776, 3777 |
| 4  | Miskolc, repülőtér bejárati út                      | 4.9 km  | 3, 3A, 8, 12, 12G, 14, 14G, 20, 24, 36, 54, 240, 914 1369, 1384, 1410, 1411 3700, 3701, 3702, 3703, 3704, 3705, 3707, 3708, 3709, 3711, 3714, 3754, 3757, 3760, 3761, 3763, 3765, 3766, 3767, 3769, 3770, 3772, 3773, 3774, 3775, 3776, 3777 |
| 5  | Miskolc, Stromfeld laktanya                         | 5.9 km  | 1369, 1384, 1410, 1411 3700, 3701, 3702, 3703, 3704, 3705, 3707, 3708, 3709, 3711, 3714, 3754, 3757, 3760, 3761, 3763, 3765, 3766, 3767, 3769, 3770, 3772, 3773, 3774, 3775, 3776, 3777 |
| 6  | Szirmabesenyői elágazás                             | 7.0 km  | 3700, 3701, 3702, 3703, 3704, 3705, 3707, 3708, 3709, 3711, 3714, 3754, 3757, 3760, 3761, 3763, 3765, 3770, 3772, 3773, 3774, 3775, 3776, 3777, 3797 |
| 7  | Sajókeresztúr, ipari park bejárati út               | 8.9 km  | 3703, 3704, 3707, 3708, 3709, 3711, 3754, 3757, 3760, 3761, 3763, 3765, 3770, 3772, 3773, 3774, 3775, 3776, 3797 |
| 8  | Sajókeresztúri elágazás                             | 9.8 km  | 3703, 3707, 3754, 3757, 3760, 3761, 3763, 3765, 3770, 3772, 3773, 3775, 3776, 3777, 3797 |
| 9  | Sajóbábonyi elágazás                                | 11.5 km | 3703, 3704, 3707, 3708, 3709, 3711, 3754, 3757, 3760, 3761, 3763, 3765, 3770, 3772, 3773, 3774, 3775, 3776, 3777, 3793, 3795, 3797 |
| 10 | Piltatanyai elágazás                                | 13.4 km | 3704, 3707, 3708, 3709, 3711, 3754, 3761, 3763, 3765, 3770, 3773, 3774, 3775, 3793 |
| 11 | Sajószentpéter, Kossuth utca 32.                    | 15.2 km | 3704, 3707, 3708, 3709, 3711, 3754, 3761, 3763, 3765, 3770, 3773, 3774, 3775, 3793 |
| 12 | Sajószentpéter, edelényi elágazás                   | 16.0 km | 1369, 1384, 1410, 1411 3754, 3761, 3763, 3765, 3766, 3767, 3769, 3770, 3773, 4098 |
| 13 | Sajószentpéter, posta                               | 16.7 km | 1384 3754, 3761, 3763, 3765, 3769, 3770, 3773, 4098 |
| 14 | Sajószentpéter, parasznyai elágazás                 | 17.3 km | 1369, 1384, 1410, 1411 3754, 3756, 3761, 3763, 3765, 3766, 3767, 3769, 3770, 3773, 4049, 4050, 4051, 4098 |
| 15 | Sajószentpéter, Szabadságtelep                      | 17.8 km | 3756, 3761, 3763, 3765, 3770, 3773, 4049, 4050, 4051 |
| 16 | Berente, Bányagépjavító üzem                        | 19.1 km | 3756, 3763, 3765, 3770, 3773, 4045, 4046, 4048, 4049, 4050, 4052, 4058, 4061, 4062, 4063, 4067, 4070, 4075, 4082 |
| 17 | Berente, PVC gyár bejárati út                       | 20.3 km | 1369, 1384, 1410, 1411 3756, 3763, 3765, 3766, 3767, 3769, 3770, 3773, 4045, 4046, 4047, 4048, 4050, 4052, 4058, 4061, 4062, 4063, 4067, 4070, 4075, 4081, 4082 |
| 18 | Kazincbarcika, BorsodChem IV. kapu                  | 21.8 km | 1369, 1384 3756, 3763, 3765, 3770, 3773, 4045, 4046, 4047, 4048, 4050, 4052, 4058, 4061, 4062, 4063, 4067, 4070, 4075, 4081, 4082 |
| 19 | Kazincbarcika, Volán-telep                          | 22.7 km | 3756, 3763, 3765, 3770, 3773, 4045, 4046, 4047, 4048, 4050, 4052, 4058, 4061, 4062, 4063, 4067, 4070, 4075, 4081, 4082 |
| 20 | Kazincbarcika, Szent Flórián tér autóbusz-váróterem | 23.1 km | 1054, 1369, 1384, 1410, 1411 3756, 3763, 3765, 3766, 3767, 3769, 3770, 3772, 3773, 4040, 4041, 4043, 4044, 4045, 4046, 4047, 4048, 4050, 4052, 4058, 4059, 4061, 4062, 4063, 4065, 4066, 4067, 4069, 4070, 4075, 4079, 4080, 4081, 4082, 4083, 4084, 4194 |
| 21 | Kazincbarcika, temető                               | 24.1 km | 3756, 3763, 3765, 3766, 3767, 3770, 3772, 3773, 4040, 4041, 4043, 4044, 4046, 4047, 4048, 4050, 4052, 4059, 4063, 4065, 4066, 4067, 4069, 4070, 4075, 4080, 4082, 4083, 4084 |
| 22 | Kazincbarcika, központi iskola                      | 24.7 km | 3756, 3763, 3765, 3770, 3772, 3773, 4040, 4041, 4043, 4044, 4047, 4048, 4050, 4052, 4059, 4063, 4065, 4067, 4069, 4070, 4075, 4080, 4082, 4083, 4084 |
| 23 | Kazincbarcika, városháza                            | 25.2 km | 3 1369, 1384, 1410, 1411 3756, 3763, 3765, 3770, 3772, 3773, 4040, 4041, 4043, 4044, 4047, 4048, 4050, 4052, 4059, 4063, 4065, 4067, 4069, 4070, 4075, 4080, 4082, 4083, 4084 |
| 24 | Kazincbarcika, kórház                               | 25.6 km | 3 1054 3408, 3756, 3763, 3765, 3770, 3772, 3773, 4040, 4041, 4043, 4044, 4047, 4048, 4050, 4052, 4057, 4059, 4060, 4065, 4066, 4069, 4070, 4075, 4080, 4082, 4083, 4084, 4153 |
| 25 | Kazincbarcika, Ifjúmunkás tér                       | 26.0 km | 3 3408, 3756, 3763, 3765, 3770, 3772, 3773, 4040, 4041, 4043, 4044, 4047, 4048, 4050, 4052, 4057, 4059, 4060, 4065, 4066, 4069, 4070, 4075, 4080, 4082, 4083, 4084, 4153 |
| 26 | Kazincbarcika, autóbusz-állomás végállomás          | 26.8 km | 3, 9 1054 3408, 3756, 3763, 3765, 3766, 3767, 3770, 3772, 3773, 4040, 4041, 4043, 4046, 4047, 4048, 4050, 4052, 4057, 4059, 4060, 4065, 4066, 4069, 4070, 4075, 4080, 4082, 4083, 4084, 4154 |
| 27 | Kazincbarcika, ÉRV irodaház                         | 27.4 km | 9 3765, 3767, 4052, 4060, 4069 |
| 28 | Kazincbarcika, Tardonai út 1.                       | 28.1 km | 3765, 3767, 4052, 4060, 4069 |
| 29 | Kazincbarcika, Vécsetal-tanya                       | 28.7 km | 4B 3765, 3767, 4052, 4060, 4069 |
| 30 | Kazincbarcika, Gábor Áron utca                      | 29.1 km | 4B 3765, 3766, 3767, 4052, 4060, 4069 |
| 31 | Kazincbarcika (Herbolya), kultúrház bejárati út     | 29.5 km | 4B 3765, 3766, 3767, 4052, 4060, 4069 |
| 32 | Kazincbarcika (Herbolya), erdészház                 | 30.2 km | 4B 3765, 3766, 3767, 4052, 4060, 4069 |
| 33 | Kazincbarcika, Herbolya Tervtáró végállomás         | 31.0 km | 4B 3765, 3767, 4052, 4069 |